# 紫菀木属
紫菀木属（学名：Asterothamnus）是菊科下的一个属，为亚灌木或多年生草本植物。该属共有7种，分布于亚洲。